# Grzegorz Michalski
Grzegorz Marek Michalski (* 13. srpna 1972) je polský ekonom a univerzitní pedagog na Vysoké škole ekonomické ve Vratislavi, kde získal také doktorát (PhD.). Ve své výzkumné práci se zaměřuje na podnikové finance a na řízení likvidity.

## Kariéra
Jeho vědecko-výzkumná kariéra začala v roce 1998, po ukončení vysokoškolského studia 2. stupně na Vysoké škole ekonomické ve Vratislavi. Posléze pokračoval ve vědecko-výzkumné činnosti na téhle univerzitě a v roce 2002 zde obhájil doktorát.
Grzegorz Michalski je autorem mnohých publikací. Kromě jiného napsal více než 80 článků, které publikoval v mnohých časopisech (včetně indexovaných v Journal Citation Reports) a 10 knih.
Grzegorz Michalski je specialistou v oblasti podnikových financí a pracuje v Institutu pro finanční management na Vysoké škole ekonomické v polské Vratislavi, kde vyučuje podnikové finance a měnové operace.

## Publikační činnost
- Finanční likvidita v malých a středně-velikých podnicích, WN VLASTNÍ, Varšava 2005, ISBN 83-01-14346-0
- Hodnota likvidity v současném finančním hospodaření, CeDeWu, Varšava 2004, ISBN 83-87885-53-3
- Strategické řízení cash flow, CeDeWu, Varšava 2010, ISBN 978-83-7556-167-8
- Short-Term Capital Management (s W. Pluta), CH Beck, Varšava 2004, ISBN 83-7387-406-2
- Slovník finančního řízení, CHBeck, Varšava 2004, ISBN 83-7387-276-0
- Finanční strategie podniků, oddk, Gdaňsk 2009, ISBN 978-83-7426-567-6
- Úvod do finančního řízení podniku, CH Beck, Varšava 2010, ISBN 978-83-255-1509-6
- Základy podnikových financí, WSZ školství, Vratislav 2004, ISBN 83-87708-66-6
- Finanční úspěch mikro-podniků (s K. Predkiewicz), CH Beck, Varšava 2007, ISBN 978-83-7483-885-6,
- Hodnocení dodavatelů na základě finančních výkazů, oddk, Varšava 2008, ISBN 978-83-7426-509-6

## Linky
- Microsoft Research Profile